# インディアナ (戦艦)
インディアナ（USS Indiana, BB-58）は、アメリカ海軍が第二次世界大戦で運用した戦艦。サウスダコタ級戦艦の2番艦。艦名はインディアナ州に因む。この名を持つ艦としては3隻目。
直近では1920年11月に標的艦になって沈没した前弩級戦艦や、未完成に終わったダニエルズ・プランのサウスダコタ級戦艦（資料によっては“インディアナ級戦艦”、USS Indiana, BB-50）がいる。

## 艦歴
サウスダコタ級戦艦の設計は1937年初期より始まり、1937年末から1938年初頭にかけて最終検討を行い、海軍上層部の承認を得た。当初の計画では「サウスダコタ」と「インディアナ」の2隻だけだったが、世界情勢の変化により「マサチューセッツ」と「アラバマ」が追加発注されたという。
1938年6月30日、列強三国（アメリカ合衆国、イギリス帝国、フランス）は第2次ロンドン海軍条約の新協定に調印し、16インチ砲搭載45,000トン級戦艦の建造が可能になった。だが合衆国はアイオワ級戦艦（45,000トン級）の建造を翌年度以降にまわし、とりあえずヴィンソン案（海軍拡張法）により1938年中に16インチ砲搭載35,000トン級の主力艦4隻を建造することにした。
本級4隻のうち、本艦を含む3隻は民間造船所に発注された。
「インディアナ」は1939年11月20日にバージニア州ニューポート・ニューズのニューポート・ニューズ造船所で起工。1941年11月21日、マーガレット・S・ロビンズ（インディアナ州知事ヘンリー・F・シュリッカーの娘）によって命名、進水した。
進水式にはシュリッカー知事と、フランク・ノックス海軍長官が参列しており、ノックス長官が演説をおこなった。1942年4月30日、初代艦長アーロン・S・メリル大佐の指揮下就役した。
メイン州カスコ湾での整調に続いて、「インディアナ」はパナマ運河を通過し太平洋艦隊に合流、ガダルカナル島の戦いに参加するため最前線に赴いた。「インディアナ」はハルゼー中将の空母機動部隊に1942年11月28日に加わった。直前の第三次ソロモン海戦でアメリカ海軍は戦艦「霧島」などを撃沈して勝利したが、被害も甚大で、姉妹艦「サウスダコタ」も夜戦で損傷し修理のために後退している。「インディアナ」の加入により、ウィリス・A・リー提督は新鋭戦艦3隻（ノースカロライナ、ワシントン、インディアナ）を揃えることが出来た。続く11ヶ月間、「インディアナ」は空母「エンタープライズ」、「サラトガ」の護衛を行い（レンネル島沖海戦など）、その後ソロモン諸島侵攻の支援を実施した。
1943年10月21日には真珠湾へ向かい、11月11日に真珠湾からギルバート諸島侵攻部隊の支援のため出航した。タラワの戦いでは激戦を繰り広げた海兵隊への航空支援を行う空母の護衛任務に従事した。その後1944年1月後半に、2月1日のマーシャル諸島上陸に先立ちクェゼリン環礁への砲撃を8日間行った。2月1日の夜、駆逐艦への燃料補給作業中に戦艦「ワシントン」と衝突し、右舷を損傷した。「インディアナ」はマジュロ環礁で仮補修を受けた後、2月13日に真珠湾に到着し、本格的な修理を受けた。
「インディアナ」は第58任務部隊に合流し、4月29日、30日のトラック島攻撃および5月1日のポナペ島砲撃に参加した。6月にはマリアナ諸島攻略に参加した。6月13日、14日にはサイパン島へ砲撃を行い、15日には敵機数機を撃墜している。19日、20日に行われたマリアナ沖海戦ではリー少将の指揮下に入った。
「インディアナ」は敵機数機を撃墜し、魚雷2発の至近弾を受け足止めされたが、問題が解決すると空母護衛任務を継続し、マリアナ海域で64日間の支援砲撃を行った。

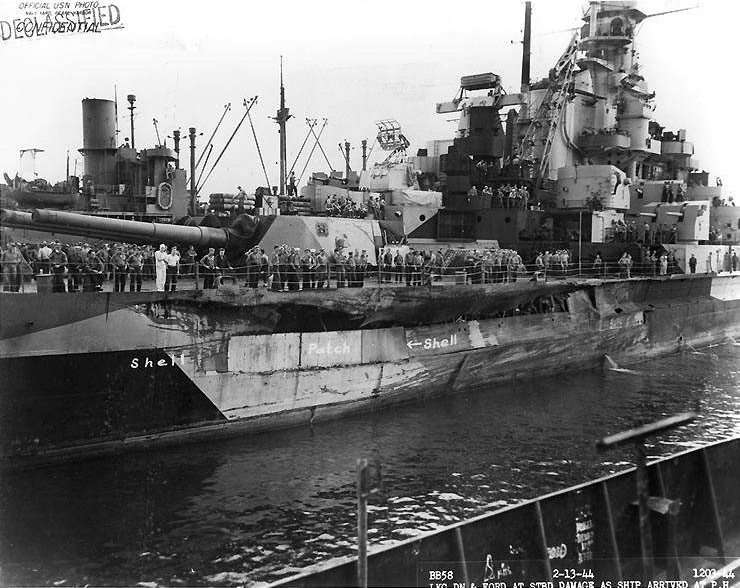
「ワシントン」と衝突事故を起こした「インディアナ」（1944年2月13日）

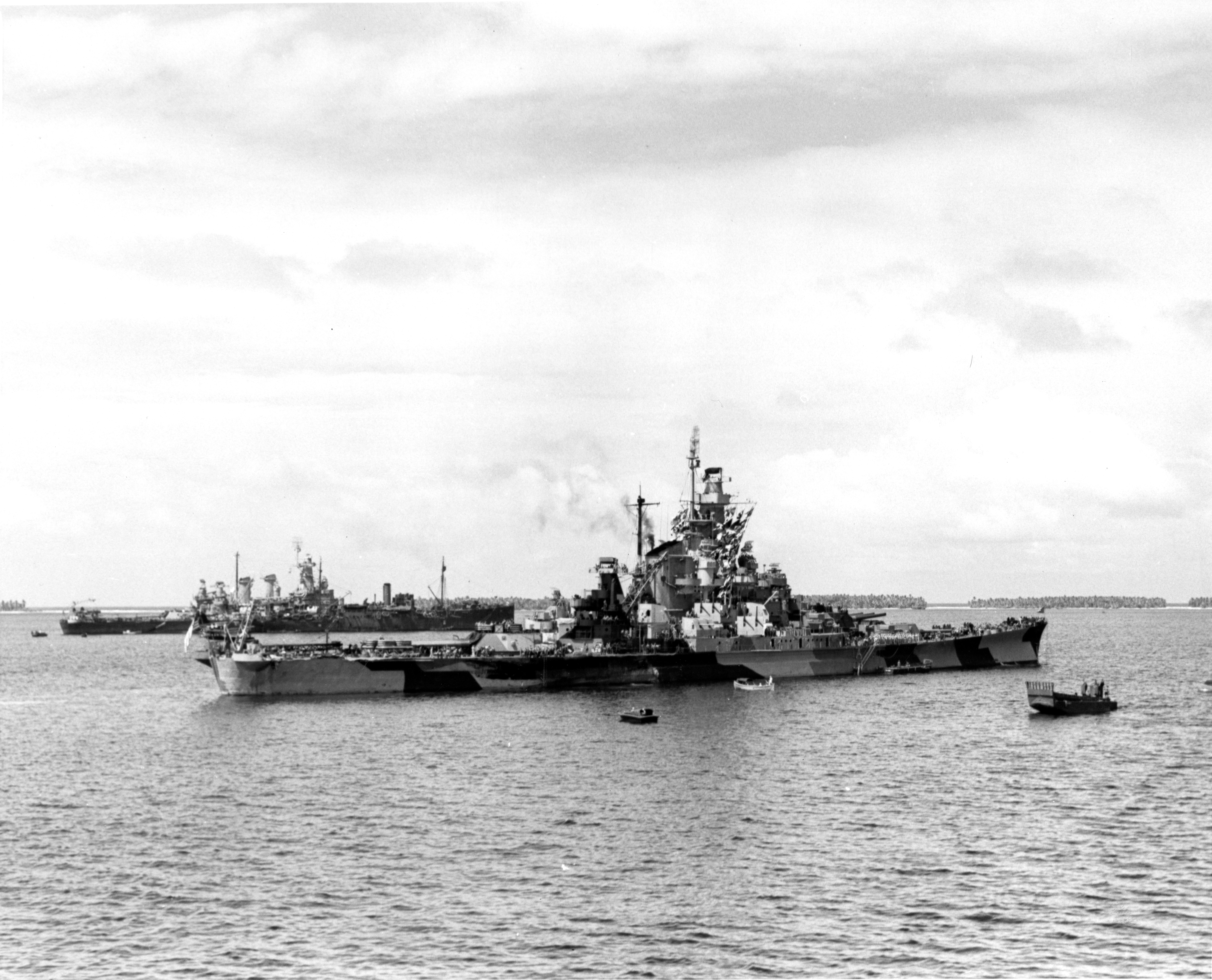
衝突事故後、並んで碇泊する「インディアナ」と「ワシントン」

8月には第38.3任務群の一部としてパラオ、続いてフィリピンへの砲撃を行った。続いてレイテ島侵攻の支援として9月12日から30日まで艦砲射撃を行った。その後ワシントン州ブレマートンへ向かい、10月23日に到着した。
12月12日に真珠湾に到着し、「インディアナ」は直ちに訓練の準備に入った。1945年1月10日に出航し、1月24日には戦艦巡洋艦部隊と共に硫黄島を占領するための作戦に従事し、砲撃を開始した。その後、「インディアナ」はウルシー環礁で第58任務部隊に加わり、2月10日に硫黄島侵攻部隊へ配属された。「インディアナ」は硫黄島への砲撃任務を中断し2月17日と25日に東京へ空襲を行う空母部隊の護衛任務に従事した（ジャンボリー作戦）。3月5日にウルシー泊地へ帰還し、沖縄進攻の準備として補給を受けた。
「インディアナ」は沖縄侵攻のためウルシー泊地を3月14日に出航し、6月まで沖縄及び日本本土に対する空母部隊の作戦に護衛艦として加わった。この時期日本軍は特攻機による激しい反撃を行ったが、「インディアナ」は大きな被害を受けることはなかった。6月前半に到来した巨大台風を乗り切り、「インディアナ」は6月13日にフィリピンのサンペドロ湾に向かった。
第38.1任務群の一員として「インディアナ」は7月1日から8月15日まで日本本土への空襲支援と、沿岸の目標に対する艦砲射撃を継続した。7月14日には姉妹艦など共に岩手県釜石を砲撃（釜石艦砲射撃）し、7月29日、30日には静岡県浜松（浜松空襲）、8月9日には再び釜石を砲撃している。東京湾には9月5日に到着し、9日後にサンフランシスコに向けて出航、9月29日に到着した。その後1946年9月11日にブレマートンで予備役となり、一年後の1947年9月11日に退役、太平洋予備役艦隊に置かれた。1962年6月1日に除籍されスクラップとして売却された。
「インディアナ」のマストと艦首はブルーミントンにあるインディアナ大学のメモリアルスタジアムで記念碑として保存されている。また、錨はフォートウェインに展示されている。その他様々な遺物がインディアナ州各地の博物館や学校で展示されている。
「インディアナ」は第二次世界大戦の戦功により9個の従軍星章を受章した。